# Ursel Petzold
Ursel Petzold ist eine ehemalige deutsche Fußballspielerin.

## Karriere
Petzold gehörte dem TuS Wörrstadt als Mittelfeldspielerin an, für den sie am 8. September 1974 im Mainzer Bruchwegstadion das erste Finale um die Deutsche Meisterschaft ab der 43. Minute mit Einwechslung für Uschi Demler bestritt. Die vom Bonner Schiedsrichter Walter Eschweiler geleitete Begegnung mit dem DJK Eintracht Erle wurde mit 4:0 gewonnen.

## Erfolge
- Deutscher Meister 1974